# Promavia F.1300 Jet Squalus
Il Promavia F.1300 Jet Squalus, noto anche come Promavia Jet Squalus F1300, era un aereo da addestramento biposto leggero monomotore a getto progettato dall'ingegnere aeronautico italiano Stelio Frati e costruito da Promavia in Belgio con il sostegno del governo belga.

## Storia del progetto
Consapevole di dover sostituire gli addestratori a reazione Cessna T-37 Tweet allora in servizio, nel 1979 l'US Air Force avviò uno studio preliminare, e nel febbraio dell'anno successivo emise la specifica NGT (Next Generation Trainer) che fu sottoposta alle industrie aeronautiche.

### Riviste
- Nico Sgarlato, JPATS: il sogno americano, in VFR Aviation, n. 63, Grottafferrata, Aereo Media Press TV s.r.l., settembre 2020,  pp. 74-77.